# St. Pirminius (Hornbach)

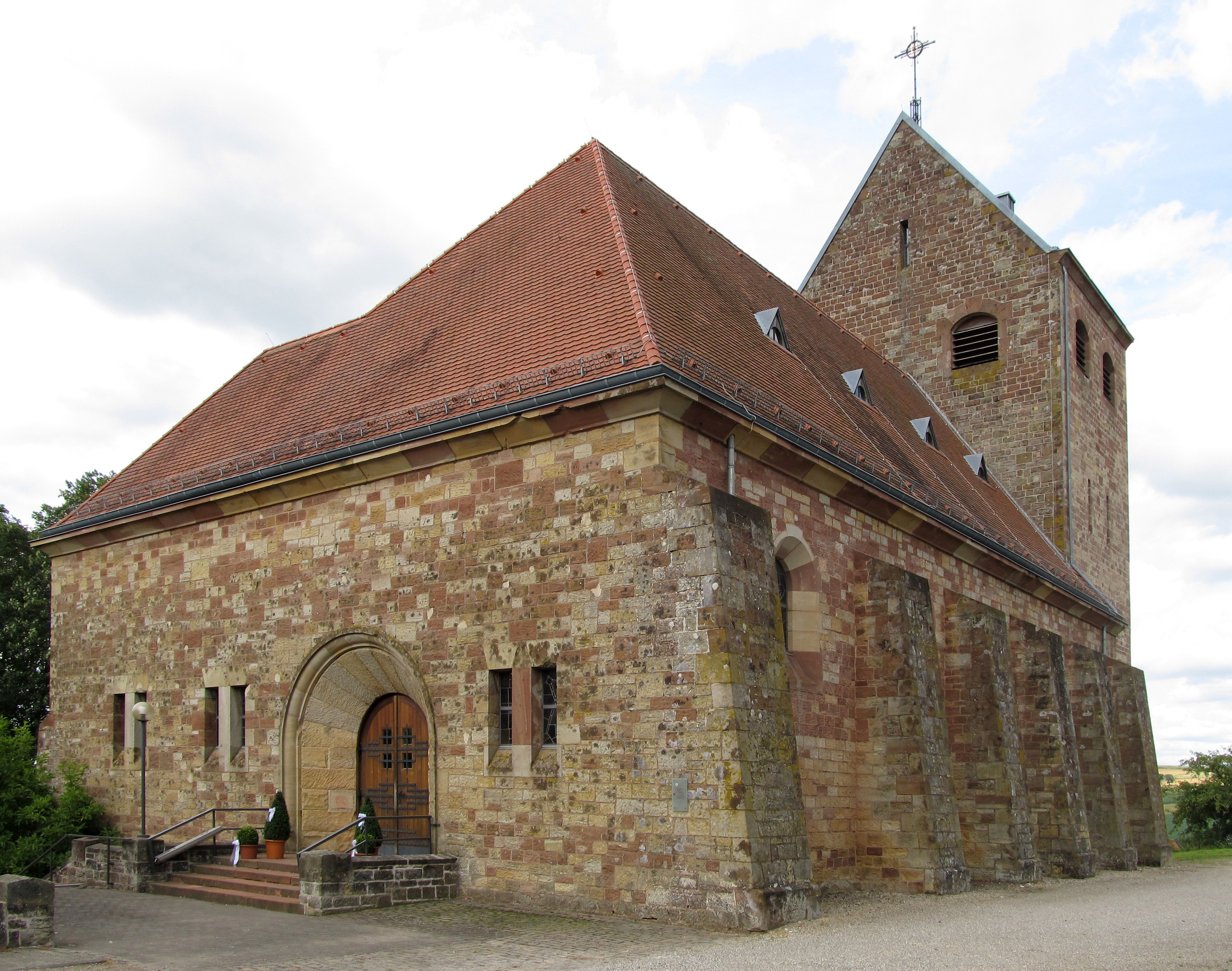
Die Kirche vom Vorplatz aus betrachtet

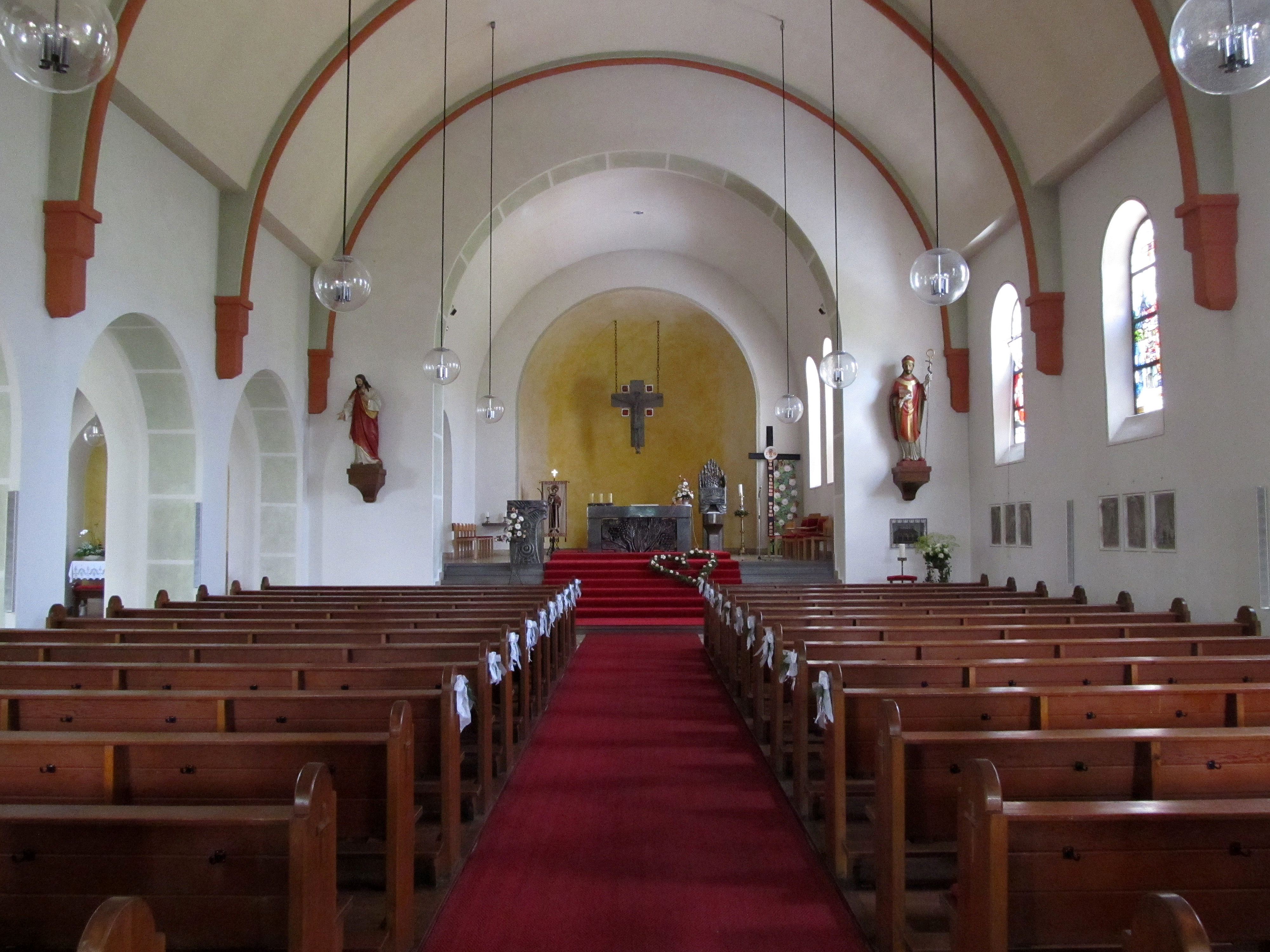
Blick ins Innere der Kirche

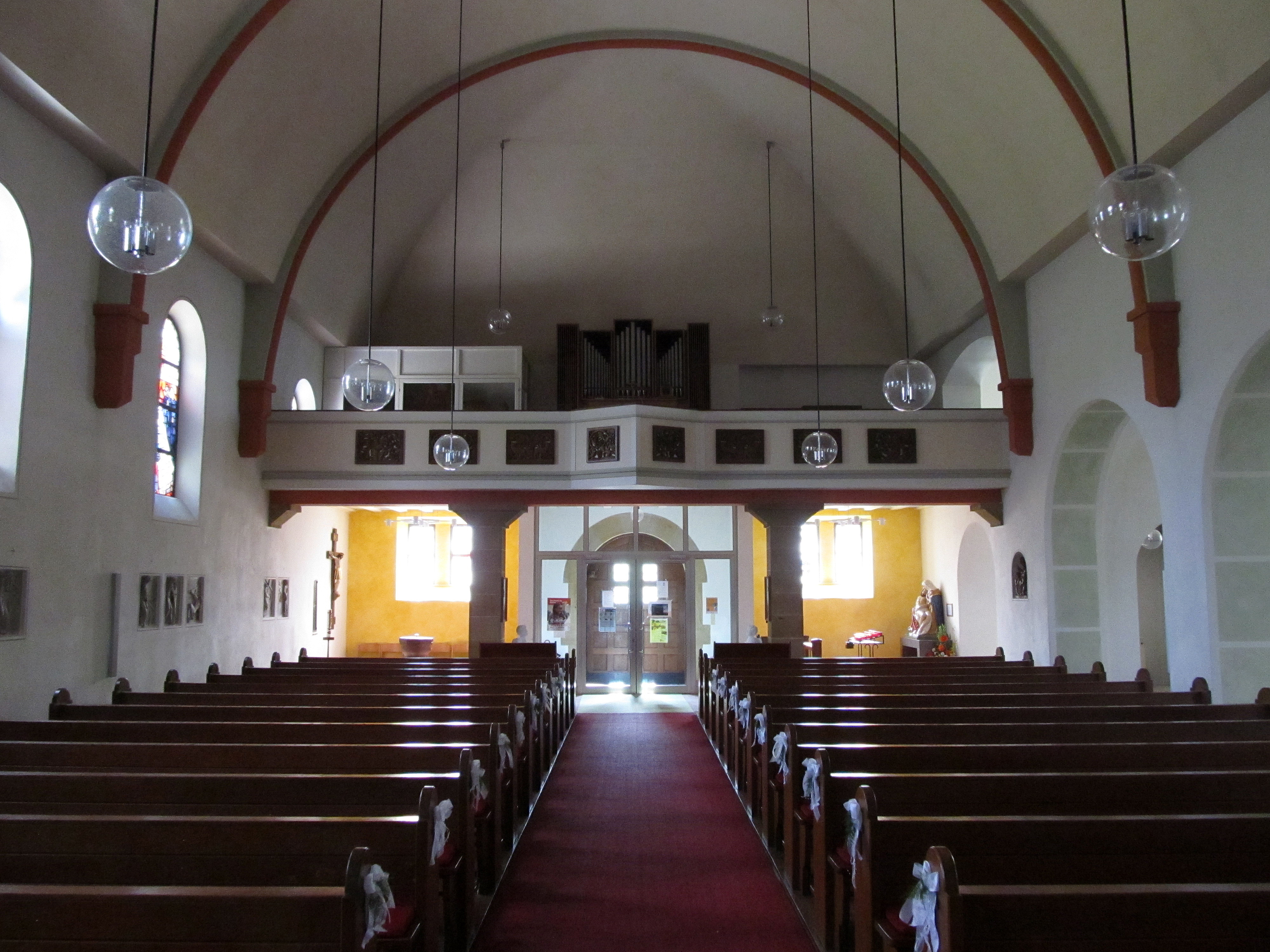
Blick zur Orgelempore

Die Kirche St. Pirminius ist eine römisch-katholische Pfarrkirche in Hornbach, Landkreis Südwestpfalz, Rheinland-Pfalz. Kirchenpatron ist der heilige Pirminius. Die Kirche ist im Verzeichnis der Kulturdenkmäler des Kreises Südwestpfalz aufgeführt.

## Geschichte
Grundstein für die heutige Gemeinde St. Pirminius war die Gründung des Klosters Hornbach durch den heiligen Pirminius im Jahr 742. Um das Jahr 1000 errichtete das Kloster das Fabianstift als Kirche für die Pfarrei. Im Zuge der Reformation wurde 1557 das Kloster und die Pfarrei aufgehoben. 1681 wurde wieder eine katholische Pfarrei zugelassen, doch erst Ende des 19. Jahrhunderts konnte der Neubau einer katholischen Kirche in Hornbach in Angriff genommen werden. Bis zum Bau von St. Pirminius diente das heutige Rathaus der Stadt, ursprünglich erbaut als Markthalle und bis 1786 Simultankirche von Reformierten und Katholiken, als katholische Pfarrkirche bis 1931.
1899 wurde durch Pfarrer L. Lambert ein Kirchenbauverein gegründet, mit dem Ziel eine Wallfahrtskirche auf dem Berg südlich der Stadt zu errichten. 1911 erfolgte der Bau des Pfarrhauses unter Pfarrer S. Schuler. 1926 war schließlich Baubeginn für das Kirchengebäude, die Grundsteinlegung erfolgte 1927. Die Pläne stammten vom Architekten Albert Boßlet (Würzburg). Am 3. August 1930 weihte der Speyrer Bischof Ludwig Sebastian das Gotteshaus ein.

## Architektur und Ausstattung
Bei dem Kirchengebäude handelt es sich um einen zweischiffigen, romanisierenden Bruchsteinbau mit Chorturm. Das südlich davon gelegene Pfarrhaus ist ein villenartiger Putzbau im Stil der Reformarchitektur.
Zur sehenswerten Ausstattung der Kirche gehören die Kirchenfenster, die im Chor Szenen der Emmaus-Geschichte, im Hauptschiff Stationen aus dem Leben des heiligen Pirminius und im Seitenschiff Darstellungen der vier Kardinaltugenden zeigen.
Des Weiteren sind in der Kirche zahlreiche Heiligenfiguren aufgestellt, u. a. eine Marienfigur aus der Zeit des Barock auf dem Marienaltar. Unter der Pirminiusfigur, rechts des Altarraums, befindet sich eine Nische mit einem Reliquienschrein mit einer Reliquie des heiligen Pirminius. Vor dem Aufgang zur Empore befindet sich eine Pieta, in der Taufkapelle ein vermutlich aus dem 12. Jahrhundert stammender Taufstein und ein Kruzifix von 1931, das ursprünglich über dem Hochaltar angebracht war. Im Altarraum befindet sich ein Altarkreuz sowie der in den 1980er Jahren geschaffene Ambo, Tabernakel und die Altarfüllung. Die Füllungen der ehemaligen Kommunionbank, die Altarraum und Langhaus voneinander trennte, befinden sich in der Emporenbrüstung. Auch ein Kreuzweg aus den 1960er Jahren gehört zur Ausstattung.
Die Orgel der Kirche, die über 10 Register, zwei Manuale und Pedal verfügt, wurde Ende der 1960er Jahre gebraucht angeschafft. Das Instrument ist auf der Empore aufgestellt. Am Spieltisch ist ein Schild der Firma Hugo Mayer Orgelbau angebracht.

## Glocken
Das erste Geläut, bestehend aus drei Glocken, erhielt die Kirche 1932. Sie wurden von der Firma Petit & Gebr. Edelbrock des Meisters Werner Hüesker in Gescher gegossen.
| Nr. | Name            | Ton | Gewicht (kg) | Durchmesser (mm) | Gießer, Gussort                  | Gussjahr | Inschrift                                                                |
| 1   | Pirminiusglocke | e1  | 1250         | 1240             | Petit & Gebr. Edelbrock, Gescher | 1932     | „St. Pirminius, Schutzpatron, bitt für uns an Gottes Thron“              |
| 2   | Hl. Familie     | g1  | 700          | 1020             | Petit & Gebr. Edelbrock, Gescher | 1932     | „Du sollst Vater und Mutter ehren, auf dass es dir wohlergehe auf Erden“ |
| 3   | Marienglocke    | a1  | 400          | 900              | Petit & Gebr. Edelbrock, Gescher | 1932     | „Maria mit dem Kinde lieb, uns allen deinen Segen gib“                   |

Während des Zweiten Weltkrieges wurden die beiden größten Glocken für Kriegszwecke beschlagnahmt und eingeschmolzen, nur die Marienglocke verblieb im Turm. 1956 wurde ebenfalls von Petit & Gebr. Edelbrock eine zusätzliche neue Glocke vom Meister Hans Hüesker angeschafft. 1998 kamen von der Karlsruher Glocken- und Kunstgießerei zwei weitere Glocken hinzu und 2005 schließlich noch eine weitere aus der Gießereistätte Maria Laach, die von Bruder Michael Reuter OSB aus finanziellen Mitteln gegossen werden konnte. Damit besteht das heutige Geläut aus fünf Glocken, die zusammen mit den fünf Glocken der protestantischen Klosterkirche ein aufeinander abgestimmtes Geläut bilden.
| Nr. | Name                                 | Ton | Gewicht (kg) | Durchmesser (mm) | Gießer, Gussort                        | Gussjahr | Inschrift                                                                |
| 1   | Edith Stein                          | d1  | 1440         | 1340             | Karlsruher Glocken- und Kunstgießerei  | 1998     | „Wer die Wahrheit sucht, sucht Gott – Christi Liebe kennt keine Grenzen“ |
| 2   | St. Pirminius                        | g1  | 700          | 1000             | Petit & Gebr. Edelbrock, Gescher       | 1956     | „St. Pirminius, Schutzpatron, bitt für uns an Gottes Thron“              |
| 3   | Marienglocke                         | a1  | 400          | 900              | Petit & Gebr. Edelbrock, Gescher       | 1932     | „Maria mit dem Kinde lieb, uns allen deinen Segen gib“                   |
| 4   | St. Elisabeth                        | h1  | 340          | 830              | Karlsruher Glocken- und Kunstgießerei  | 1998     | „Was ihr dem Geringsten getan, das habt ihr mir getan“                   |
| 5   | Maximilian Kolbe Dietrich Bonhoeffer | d2  | 210          | 720              | Bruder Michael Reuter OSB, Maria Laach | 2005     | „Ihr sollt meine Zeugen sein – Von guten Mächten wunderbar geborgen“     |